# Michiko Kakutani
Michiko "Michi" Kakutani (角谷 美智子, Kakutani Michiko, New Haven, 9 de janeiro de 1955)  é uma crítica literária norte-americana, ex-crítica literária chefe do The New York Times.

## Biografia

### Anos iniciais
Kakutani nasceu em 9 de janeiro de 1955, em New Haven, no estado de Connecticut. Ela é a única filha do matemático formado em Yale Shizuo Kakutani e sua esposa. Enquanto seu pai nasceu no Japão, sua mãe era da segunda geração de nipo-americanos. Ela recebeu seu diploma em literatura inglesa pela Universidade de Yale, em 1976, onde teve aulas com o autor e professor de escrita John Hersey, entre outros.

### Carreira
Ela trabalhou inicialmente como repórter para o  Washington Post, e, em seguida, de 1977 a 1979, para a revista Time, onde Hersey tinha trabalhado. Em 1979, ela ingressou no The New York Times como repórter.
Kakutani tornou-se crítica literária do The New York Times a partir de 1983.  Suas resenhas periodicamente duras de alguns importantes autores têm atraído tanto a atenção e, em ocasiões, crítica. Ela ficou conhecida por escrever comentários na voz de personagens de filmes ou livros, incluindo Brian Griffin, Austin Powers, Holden Caulfield, Elle Woods, de Legalmente Loira, e a personagem Holly Golightly em Breakfast at Tiffany's, de Truman Capote.
Em 19 de julho de 2007,  The New York Times publicou uma matéria de pré-lançamento escrita por Kakutani sobre Harry Potter e as Relíquias da Morte. Um relato da controvérsia que se seguiu, incluindo observações críticas de alguns fãs de Harry Potter, pode ser encontrada no blog do ombudsman (Public Editor) do Times.
Kakutani foi parodiada no ensaio "I Am Michiko Kakutani" por um de seus ex-colegas de Yale, Colin McEnroe.
Kakutani anunciou que deixaria seu cargo de crítica literária chefe do Times em 27 de julho de 2017.  Em julho de 2018, Kakutani publicou um livro criticando a administração Trump intitulado The Death of Truth: Notes on Falsehood in the Age of Trump.

## Prémios
- 1998: Prêmio Pulitzer de Crítica